# Baeza
Baeza là một đô thị trong tỉnh Jaén, Tây Ban Nha với dân số xấp xỉ 16,200 người. UNESCO công nhận Úbeda và Baeza có di sản thế giới vào năm 2003.

## Thành phố kết nghĩa
Baeza là thành phố kết nghĩa với:
- Carcassonne, Pháp[1]

## Người nổi tiếng
Baeza là nơi sinh của họa sĩ và nhà điêu khắc Gaspar Becerra.

## Hình ảnh

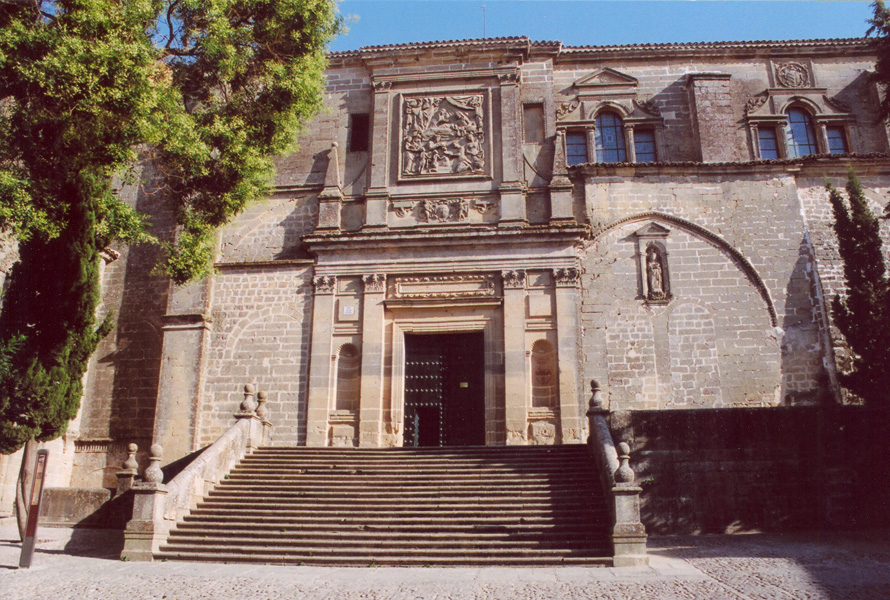
Mặt tiền nhà thờ Santa Maria, thiết kế bởi Andrés de Vandelvira.
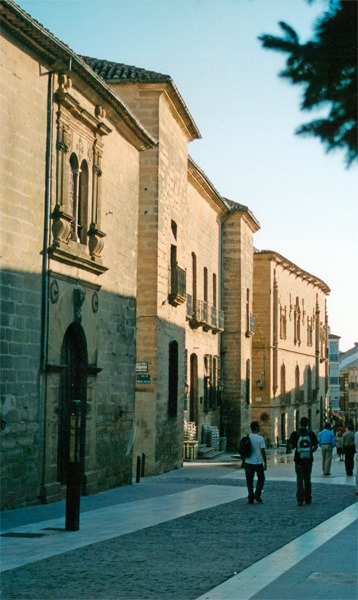
Hàng của cung điện Phục Hưng
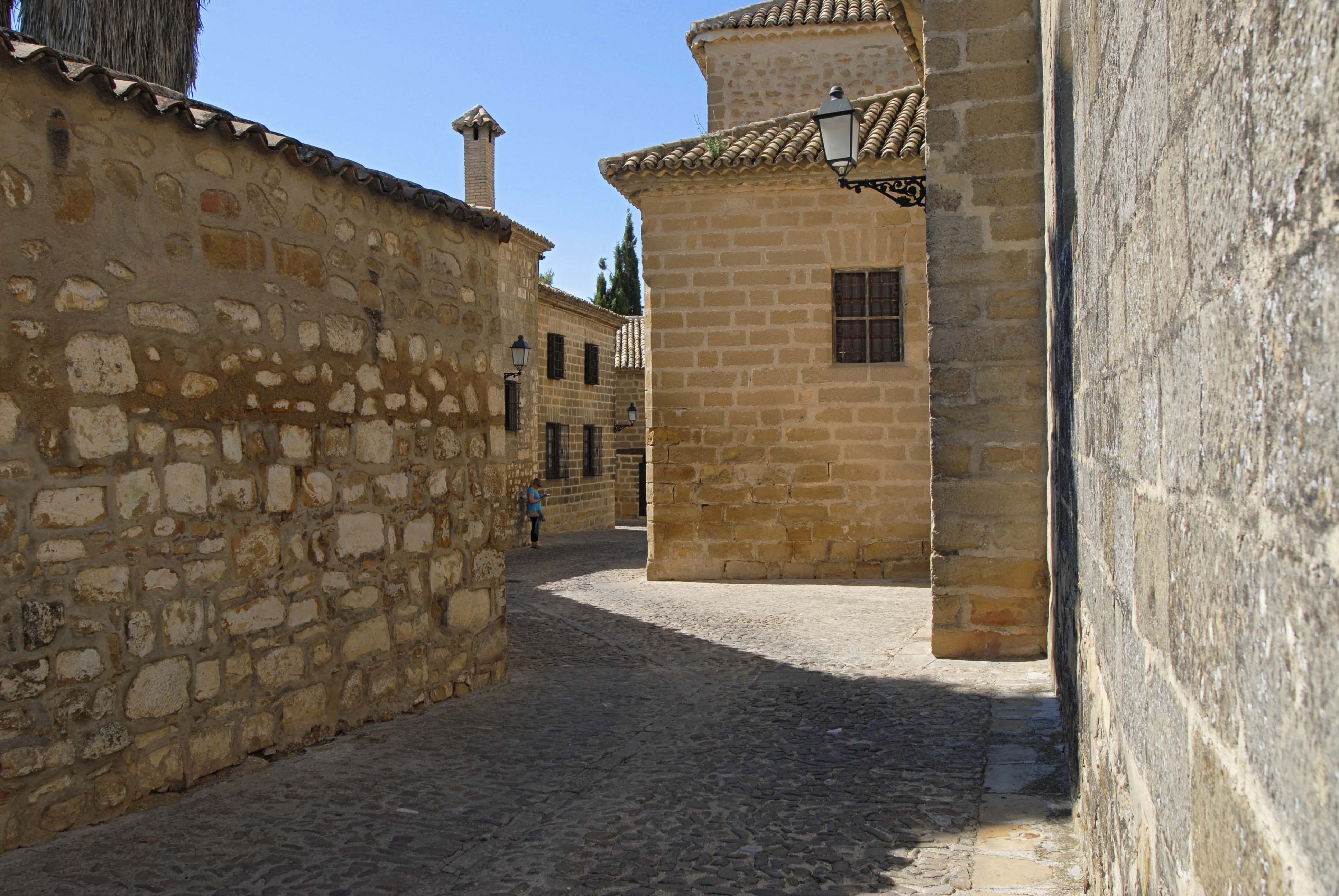
Các con đường hẹp ở Baeza
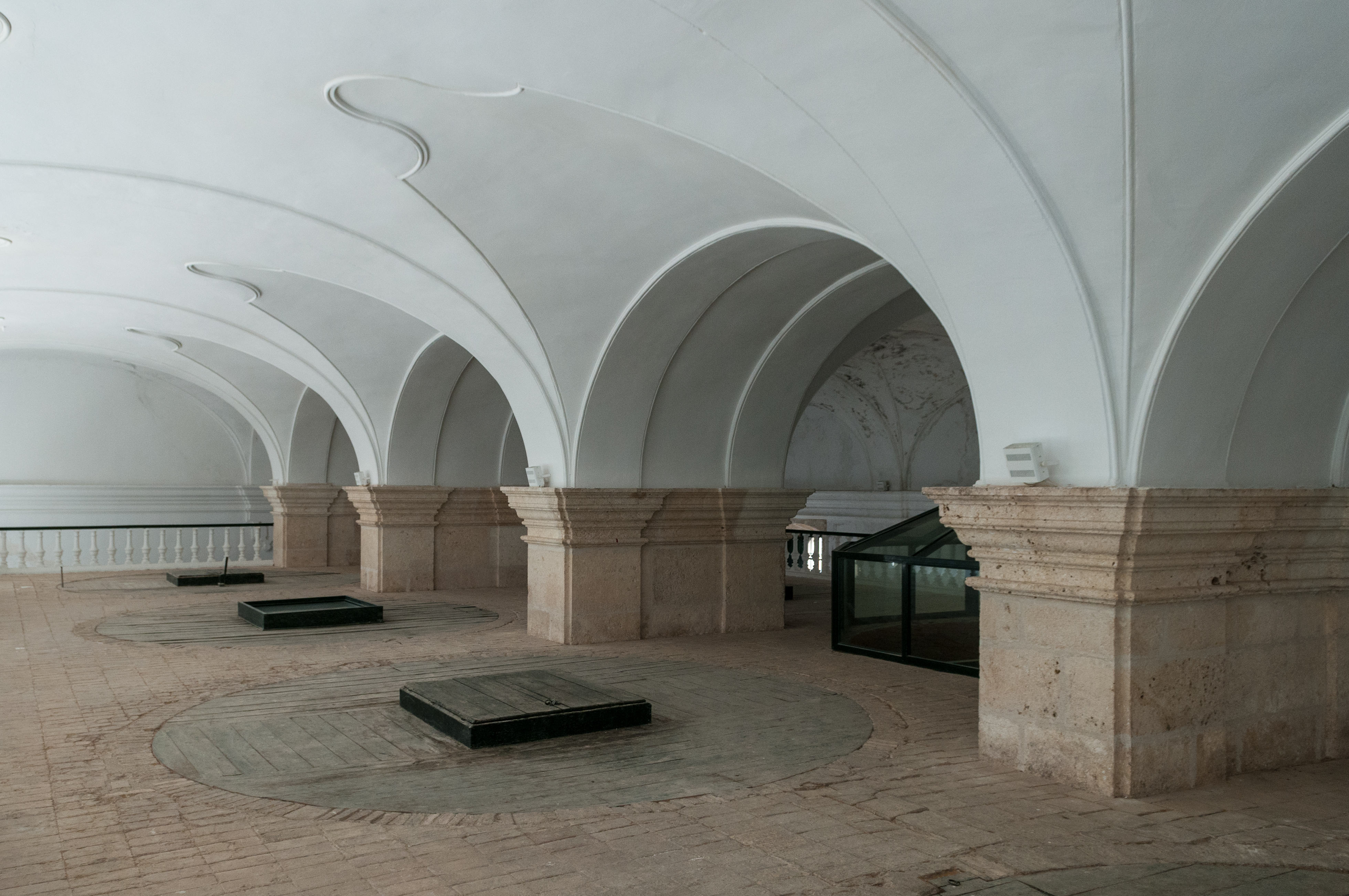
Bảo tàng dầu ô liu ở La Laguna